# Zentsova
Zentsova (en rus: Зенцова) és un poble de l'óblast d'Irkutsk, a Rússia, que en el cens del 2010 tenia 164 habitants.